# Nohacziwka
Nohacziwka (ukr. Ногачівка) – wieś na Ukrainie, w obwodzie chmielnickim, w rejonie szepetowskim, w hromadzie Ułaszaniwka. W 2001 liczyła 277 mieszkańców, spośród których 274 wskazało jako ojczysty język ukraiński, a 3 rosyjski.